# LED照明

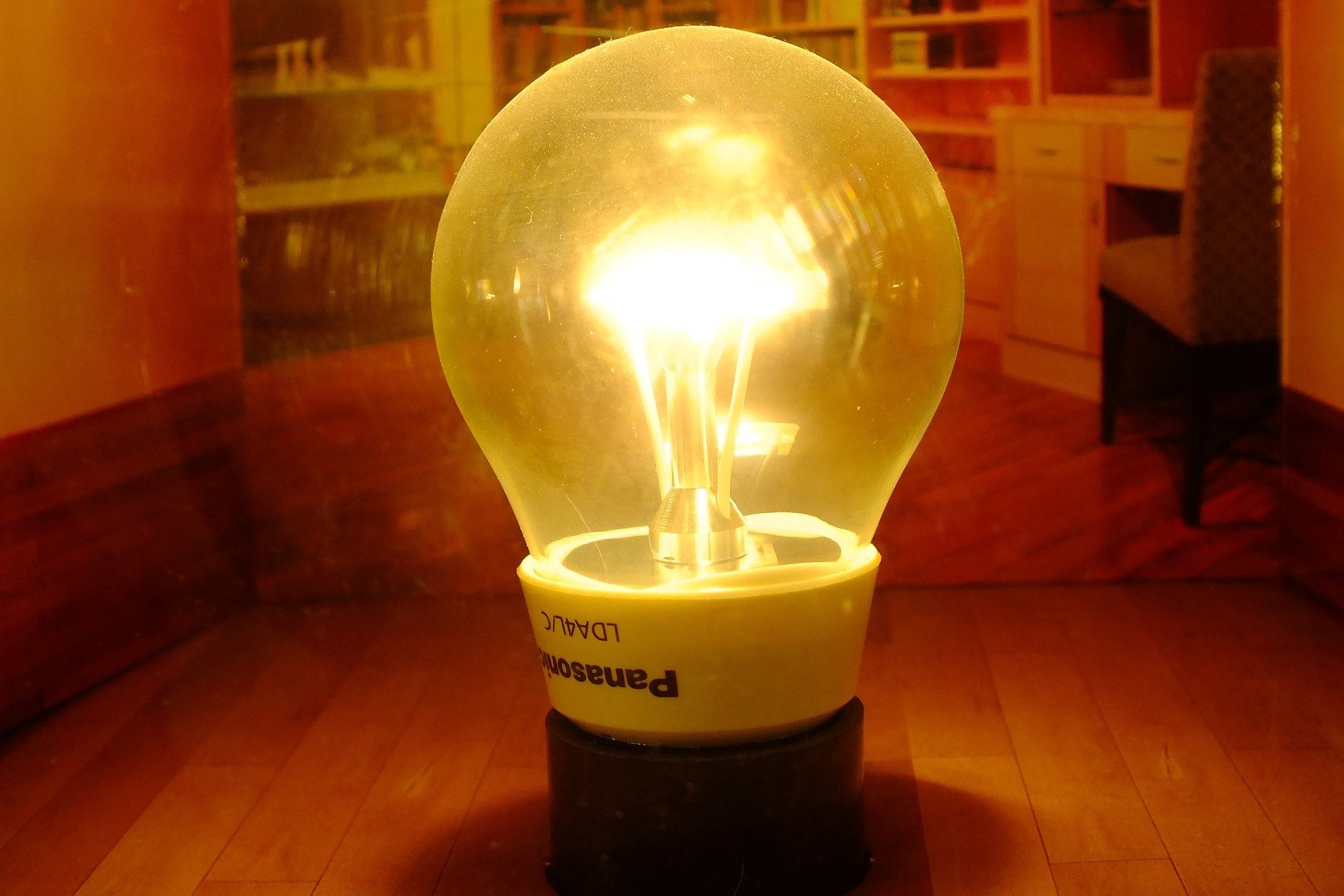
クリアタイプの白熱電球に似せた形状の機種も開発されている。写真はPanasonic LDA4L/C。

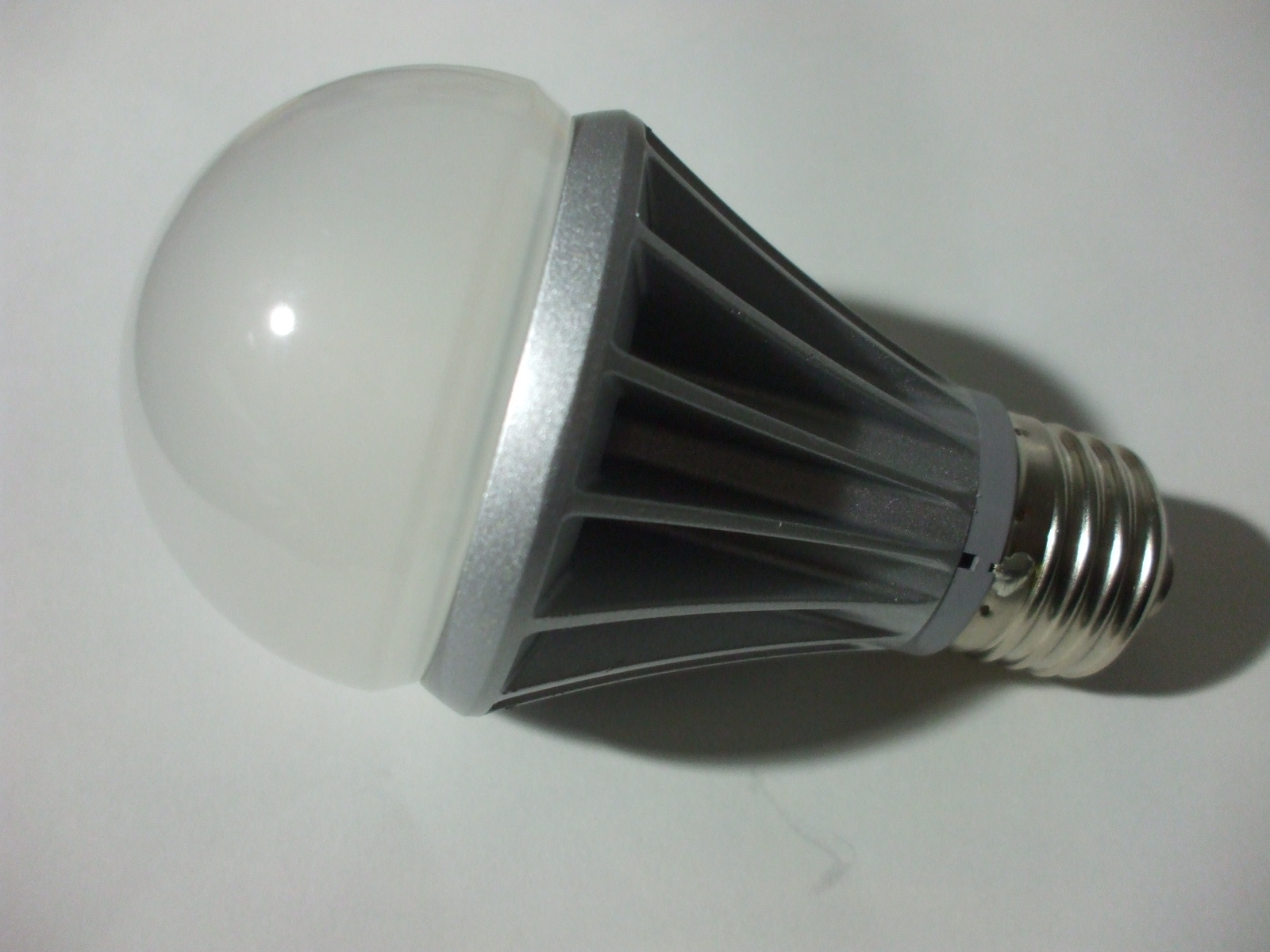
電球型（E26口金）LED照明（LED電球）。2009年発売の製品。

LED照明（エルイーディーしょうめい、英: LED lamp, LED light bulb）は、発光ダイオード (LED) を使用した照明器具のことである。
LEDを使用しているため、低消費電力で長寿命といった特徴を持つ。定格範囲内で使用する限り発光素子自身は比較的長寿命であり、熱による劣化が寿命の決定要因となる。
LEDは、1970年代から普及している発光素子だが、当初は赤色や黄緑色といった、比較的波長の長い光しか出すことができなかった。その後、1990年代に青色LEDや純緑色LEDが発明されたことにより、光の三原色が揃い、一般的な照明に求められる白色の発色が可能となったため、照明としての応用が始まり、照明器具の主力光源となっている。

## 特徴
LED照明は、蛍光灯や白熱電球といった従来型の照明器具と比較すると以下の特徴を備える。
長寿命・高信頼性
白熱電球や蛍光灯の数倍以上の設計寿命で、一度設置すれば管球交換のような頻繁な交換の手間が省け、LED照明が寿命を迎えるまでの管球の購入費用を削減できる。
低消費電力・低発熱性
供給される電力の多くが発光に使われる（発光効率が高い）ため、消費電力が少ない。また、ジュール熱となって失われる電力が少ないため、熱くなりにくい。
高価格
2023年現在、白色を放つ高輝度LED製造には高価な半導体製造装置と高度な技術が必要とされ、LED照明そのものの生産・販売数が少ないことも量産効果を生まず、高価格である理由の1つとなっている。また、電源回路を必要とし放熱板や配光用のレンズ、散乱パネル等も器具全体を高価格にしている。LED電球については、価格の低廉化がみられるものの、直管蛍光灯形のLED照明や円形蛍光灯のLED照明については、まだ市場規模もLED電球ほど大きくなっておらず、技術的・生産コスト的にも発展途上の市場であり、特にLED電球が白熱電球と比較されるのに対し、蛍光灯との比較となり、価格競争力が弱い。しかしこちらも、価格の低下、発光効率の改善や生産性の改善が進み、従来の蛍光灯からの置き換えが進みつつある。
RoHSに対する高い順応性
LED照明は、RoHS指令で定められた6種類の人体・環境汚染物質を使用せずに生産できる。蛍光灯は性質上、水銀を使用しなければならず、代替物質もないが、LED照明は水銀を使用していない。
耐衝撃性
真空管やフィラメントを必要としないため、衝撃に対して比較的強い。
小型・点光源
点光源のため発光部が小さく作れる。設置空間を小さくできるためデザイン上も利点ではあるが、放熱の工夫や配光角、すなわち光の照射範囲を広くする設計が求められる。比較的古くから存在する「下方向タイプ」などと称されるものの配光角は約120度しかなかった。これは配光角が約330度の白熱灯の1/3にも及ばず、部屋全体を見ると暗かった。その後の技術の進展はめざましいもので、2011年末にはパナソニックが約300度を達成したと発表、2015年現在では最大で約350度にまで向上している。その一方で、120度の製品は淘汰されていない。
高速応答性
熱慣性がほとんど無いLED照明は、供給電源が断続すれば、それに応じて高速度で明滅するため、蛍光灯、白熱電球や水銀灯と比較すると極めて高速で明滅するほか、明滅を繰り返すような場所にも効果がある。ヒトの目では感知できないが、点滅速度は電源が交流の場合、商用電源周波数に依存するため、ビデオカメラで映像として記録した場合に、問題となることもある。
直流低電圧駆動
1つ1つのLED発光素子は直流低電圧の電源によって発光するので、100V交流の商用電源に接続する、通常の照明のように使用するためには（基本的には）複雑な電源回路設計が必要になる。家庭の照明器具の場合は電源回路を内蔵しており、基本的に大電流をかけて高輝度発光を行うため、発熱によって素子自身や周囲の封止パッケージが劣化して行き、最悪の場合にはLED素子が損傷を受け、発光不良を起こす。これを避けて長寿命・高信頼性を実現するには、放熱性の高い筐体設計や外周に冷却用のフィンを備え付けるなど正しい放熱が求められる。そのため、LED電球は、発熱が放熱を上回らない限界の「白熱電球100W相当」ルーメンのものが目安上限として市販されている。
その他
他の特徴として、内蔵した各色LEDの発光を切り替えることで、発光色を容易に変えられる。そのほか、赤外線を出さないため、放射熱も出さない。また、紫外線を出さないことで紫外線を好む虫類がほとんど寄ってこない利点がある。

## 基本的な発色
LED素子の帯域はレーザーのような線スペクトルほどではないが、既存の光源に比べるとずっと狭く、単一のLEDで白色光を出すことはできない。
ただし、蛍光体により短波長の光を長波長の光に変換することができるので、LED自体は青色のみにして他の色は蛍光によって出すこともできる。いずれも青色LEDが必須であり、青色LEDの発明によって初めてLED照明は現実的となった。
青色LEDと黄色蛍光体を使ったものが最も普及している。いわゆる「疑似白色」である。このタイプのスペクトル分布は青の460nm近辺に鋭いピークがあり、蛍光体による500～600nmあたりを中心とした緩やかなピークをもつ（蛍光体のピーク位置やピークのなだらかさは蛍光体に依存する）。昼光色タイプだと青のピークが圧倒的に高く、黄色蛍光体のピークは低くなる。一方、電球色タイプは蛍光体のピークが青のピークよりも高い。
数は非常に少ないが、青色LED＋赤・緑色蛍光体、もしくは近紫外（もしくは紫）LED＋赤・緑・青色発光体を使ったものもある。このタイプはRGB3色による発光となるため演色性が高い反面、一番発光効率の悪い赤色蛍光体に合わせて他の蛍光体の量を決めるため、総体として擬似白色に比べて効率が悪い。
以上は、単体LEDチップを用いた例だが、赤・緑・青の単色LEDを組み合わせたマルチチップタイプのLEDも存在する。このタイプはコストが高く、かつ白色を実現するには複雑な駆動回路を必要とするため、蛍光体の改良が進むに連れて照明への応用例としてはほとんど見なくなった。

## 照明器具の比較
各種照明器具同士の比較を表で示す。
| 特性                           | LED照明                      | 白熱電球               | 蛍光灯                                                     | HIDランプ           |
| ------------------------------ | ---------------------------- | ---------------------- | ---------------------------------------------------------- | ------------------- |
| 発光強度                       | 2023年 普及型 810lm （7.3W） | 800lm （60W）          | 3,100lm （40W）                                            | 40,000lm （400W）   |
| 発光効率                       | 63% (200lm/W製品)            | 8 - 14%                | 25%                                                        | 20 - 40%            |
| エネルギー変換率               | 63% (200lm/W製品)            | 8 - 14%                | 25%                                                        | 20 - 40%            |
| 発光スペクトル                 | 470nmと575nmにピーク         | 400nmから700nmまで増加 | 蛍光体の2つのピークと400nm、550nm、570nmに水銀の輝線がある |                     |
| 色温度                         | 2,700 - 15,000K              | 2,400 - 3,000K         | 4,200 - 6,500K                                             | 3,800 - 6,000K      |
| 演色性 （平均演色評価数）      | 73～95                       | 100                    | 61 - 74                                                    | 65 - 70             |
| 寿命                           | 2万 - 8万時間                | 1000時間               | 1万2000時間                                                | 1万2000時間         |
| 発熱                           | 熱損失 37%（200lm/W製品）    | 熱損失+赤外放射 90%    | 熱損失+赤外放射 75%                                        | 熱損失+赤外放射 80% |
| 応答性                         | 100ナノ秒以下                | 0.15 - 0.25秒          | 1 - 2秒                                                    | 安定まで数分        |
| 指向性                         | 光拡散機構により可変         | 等方性                 | 等方性                                                     | 等方性              |
| 電流 - 光出力 （光出力∝電流n） | 比例関係 n<1                 | n=6程                  | 比例関係 n<1                                               | 比例関係 n>1        |
| 温度 - 光出力                  | 温度依存性小                 | 温度依存性小           | 温度依存性大                                               | 温度依存性小        |

パナソニック電工によれば、白熱灯に比べて約87%、蛍光灯に比べて約30%消費電力が削減できるとされ、初期費用についても消費電力の削減によって2 - 3年で回収できるとしている。

## 高輝度LEDの構造
高輝度LEDの外形形状は、シングルチップの砲弾型と表面実装型（SMD型）、マルチチップの表面実装型と多様な形態に大別できる。LEDは逆電圧に弱いため、逆接ダイオードを備えたり、静電気に対して保護素子を内蔵するものもある。

### 砲弾型
砲弾型では直径3mmや5mmのものが多い。配線の極性は砲弾型ではアノード側（プラス側）がリード線が長く、表面実装型ではカソード側（マイナス側）に印が入っていることが多いが例外もあるので注意が必要である。
| 素材     | GaAsP系       | GaP系         | AlGaAs系   | AlGaInP系   | InGaN系     |
| -------- | ------------- | ------------- | ---------- | ----------- | ----------- |
| 発光色   |               |               |            |             |             |
| 構造概略 |               |               |            |             |             |
| 発光効率 | 0.2 - 1.0lm/W | 2.0 - 3.0lm/W | 6 - 12lm/W | 15 - 40lm/W | 10 - 50lm/W |

### 表面実装型
表面実装型(SMD型)は多様な形状が存在する。2009年現在登場している「パワーLED」と呼ばれる新たな照明用LEDのパッケージは、放熱性や発光特性に考慮して各社で異なるため、それらの形状はまちまちである。パッケージの背面に放熱板（ヒートシンク）が密着して取り付けられるので、放熱には有利となる。
基本的に表面実装型では、配線が描かれた小型基板の上にリフレクタが取り付けられ、その中央に素子が置かれてダイ・ボンディングされ、素子と基板の間がワイヤ・ボンディングで接続される。蛍光体と樹脂がリフレクタで囲まれた上に注がれ素子を覆っている。小型基板は樹脂、金属、セラミックが使用される。

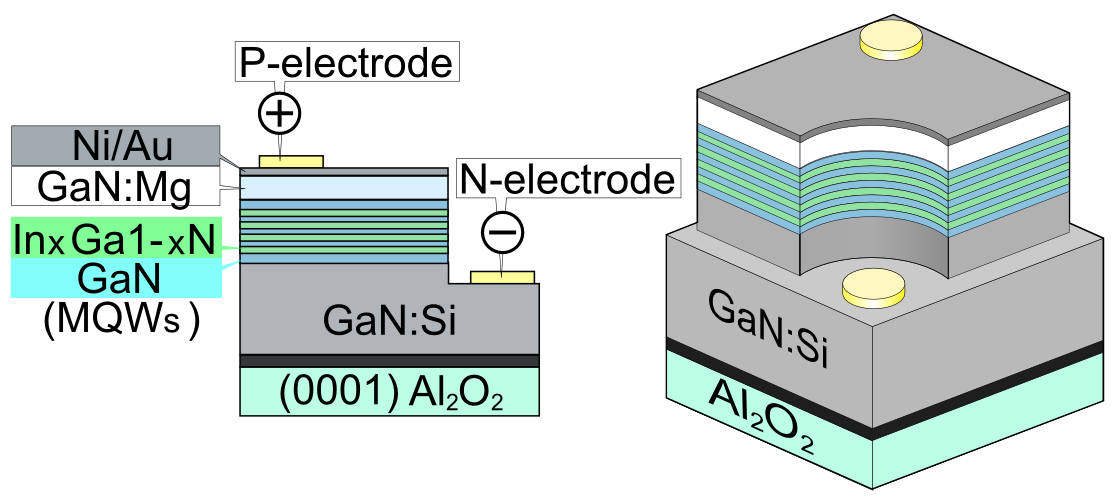
InGaN系LED半導体の構造概略
薄黄色で示した電極パッドにワイヤがボンデングされる。

SMD(surface mount device)型は、一般にフェース・アップ実装とフリップチップ実装のものがある。これらの他に、チップの新たな構造として、張り合わせタイプがある。
フェース・アップ実装
フェース・アップ実装では、素直に素子上面を外面に向けてパッケージのリードやサブストレートに実装し、ワイヤ・ボンディングするものである。樹脂の熱歪でワイヤが断線する危険がある。ワイヤが邪魔で発光効率を下げる。発光素子のサファイヤ基板は熱伝導率が低いため放熱はボンディングされたワイヤにも頼るが、それでも熱を外に逃がし難い。
フリップチップ実装
フリップチップ実装では、発光素子をサブマウント上にフリップチップ実装した後、サブマウントをパッケージのリードやサブストレートに実装する。ワイヤ・ボンティングはサブマウントに対して行う。発光素子は上下が逆になるため、光はサファイヤ基板を透過して外面に向かう。発光によって熱が生じる活性層はサブマウント近くになるため、バンプを通じての放熱が行いやすい。ただし発光素子をバンプでサブマウントに付ける時に、熱と超音波振動が加えられるために素子や周辺に負担がかかる。
バンプ
バンプは金線を使用したワイヤ・ボンディングを利用して作る。トーチで金線の先端を加熱しボールを作る。ボールをキャピラリで発光素子の配線パッド上に押し付け、荷重と超音波、加熱により配線パッドと金線を合金化するとともにバンプを形成する。キャピラリを配線パッドから離し、バンプだけを残す。加熱はバンプ形成では約230℃である。
張り合わせタイプではフリップチップの素子に似ているが形状が少し異なり、フリップした時に外部を向くサファイヤ層は除かれて反対に基部になる層として導電性基板が貼り付けられる。

### パッケージへの直接実装

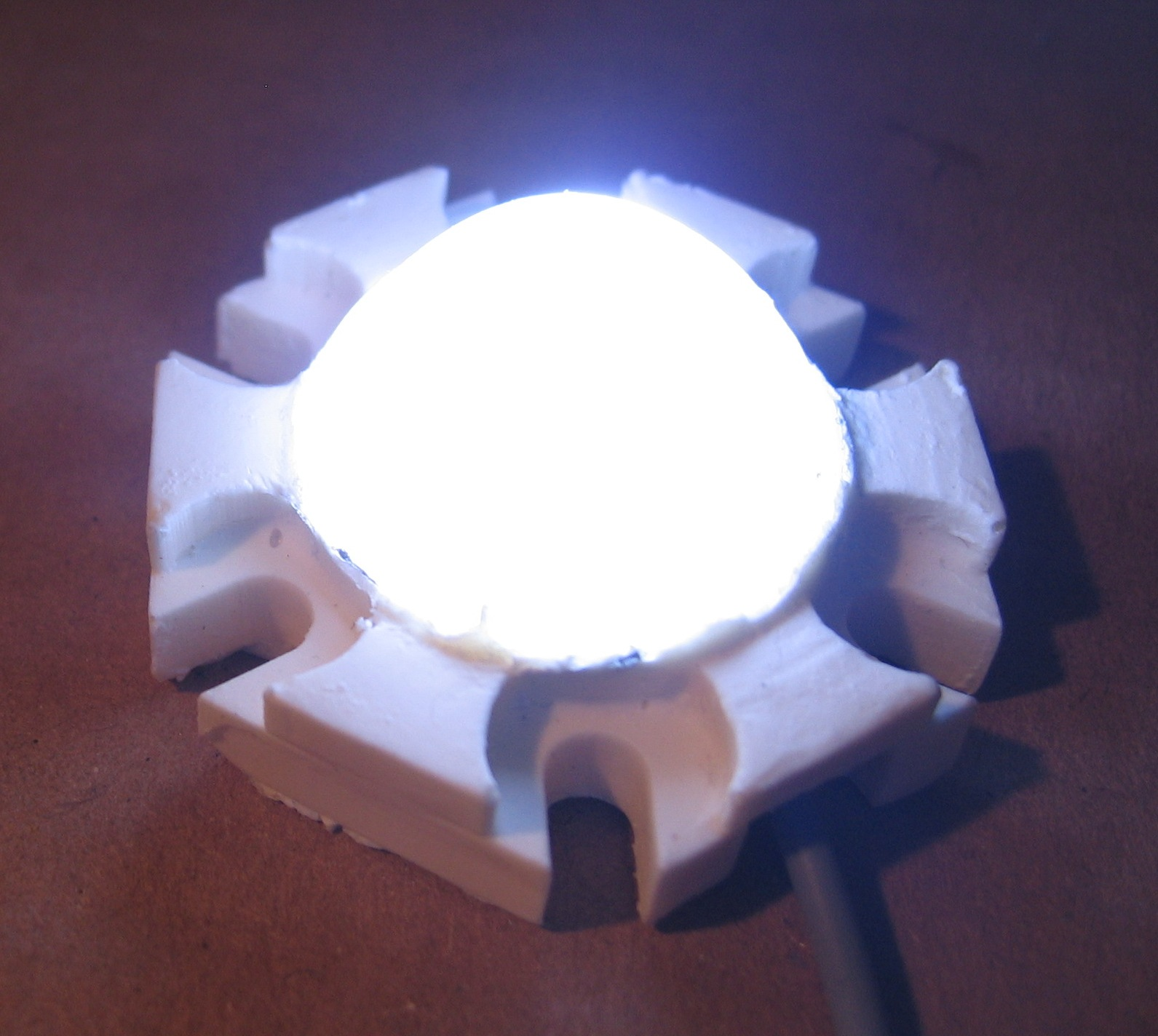
6角形の白色LED発光モジュール

フリップチップ実装によってセラミック製のパッケージに直接実装する方法も採られている。セラミック製のパッケージに直接実装すれば、サブマウントを省くことで工程の簡略化や信頼性の向上になる。このようなものはCOB（Chip on board）と呼ばれ、複数の素子を1つの大きなパッケージに直接実装したモジュールとすることで放熱性が高められる。

### マルチチップの実装
マルチチップLEDは1つのパッケージ内に複数個のLED発光素子を搭載した複合構造のLEDである。マルチチップの実装では、表面実装型とそのほかの多様な形態のパッケージがある。シングルチップでは素子（チップ）は高光出力で大きさも1mm角以上と大きめのラージサイズチップが使用されることが多いが、マルチチップでは0.6mm角程度のミドルサイズチップや0.35mm角程度のノーマルサイズチップが使用されることが多い。
マルチチップでは素子自身の発光色の組み合わせによって2通りの構成がある。
- すべて青色発光を行い、黄色系と赤色系の蛍光体からの色も含めた混色で白色を得る
- 複数の発光素子を利用してRGB各色の発光を行い、それらの混色で白色を得る

前者は演色性に問題が少なく、一般照明用途に向く。
後者は各色のスペクトルが狭く演色性に問題がある。一般照明用途に向かないがカラー液晶用のバックライトには適している。
マルチチップでは発熱源が分散できるが発熱が増えるのでシングルチップ以上に放熱が求められる。また、発熱部分が集中して温度が部分的に上昇し過ぎないように留意する必要がある。

### 蛍光体の充填
蛍光体を使用する白色LEDでは、蛍光体はリフレクタによる作られるくぼみなどに充填される。沈降などで発光素子の近くにだけ蛍光体の分子が濃密に分布しないよう均質に分散している必要があり、充填量もどの製品でも等しく正確な量でなければならない。これらが守られないと、製品は色ムラによる不良となる。

## シングルチップとマルチチップ
シングルチップとマルチチップでは形態だけでなく特性や用途も異なってくる。
特性
シングルチップのラージサイズチップでは比較的高出力が得られるが、発光効率は低くなる。反対にマルチチップのノーマルサイズチップは1つずつは高出力は得られないが、発光効率は高くなる。マルチチップでは放熱設計が楽になる傾向がある。
用途
シングルチップは光源が1つであるため光学設計が単純でありレンズや反射鏡を使用する照明に向いている。マルチチップは光源が複数になるので集光する用途などには向かないが、面を照らす照明や人の目に触れる照明には点光源ごとの輝度が低いので向いている。強い光を放つ点光源では影が強く出て、用途によっては嫌遠され、導光板や拡散板を使って面光源とすることもある。
工程での差
半導体素子は同じプロセスを経ているものでも製造する度ごとに微妙に特性が変化する。シングルチップを照明用途で並べる場合を考えれば発光色の波長や光強度にバラツキがあると使用に差し支えるため、製造工程でチップの発光特性だけはなるべく均一に保つようにしなければならない。チップをパッケージに実装する前に電流を流して光を分析して分別を行い、それぞれの特性を調整する蛍光体を加える必要がある。マルチチップでの1つのパッケージ内のチップ同士でも同様の問題があるが、特性の異なる複数のチップを組み合わせることで解決でき、手間のかかる蛍光体による調整は必要ない。

## 駆動回路
LEDは、極性のある直流によって発光し、適正電圧と耐圧がともに低いため、使用には専用の電源が必要となる。LEDはダイオードであるため、順方向電流と順電圧には相関があり、数ボルト程度の低い耐圧に応じた順電圧が少し上昇するだけで過大な順方向電流が流れて容易に損傷を受ける。これを回避するために、電流制限抵抗や定電流素子（定電流ダイオードや定電流ICなど）をLEDに直列に挿入して、電圧変動による影響を少なくする必要がある。

### 基本回路
一般にLED照明では複数のLED素子を使用するため、それらの接続方式には以下の3種がある。
直列方式
複数のLEDを直列に接続する。電流制限抵抗はただ1つを直列に挿入する。この直列接続方式では個別の電源回路や配線を設けずに済むが、1つがショートモードで故障すると順電圧の総和が下がって順電流が増加し、1つがオープンモードで故障するとその回路全体が消灯してしまう。ショート時の順電流増加を防ぐため、電流制限抵抗よりも定電流素子のほうが良い。
並列方式
複数のLEDを並列に接続する。電流制限抵抗は各LED素子ごとに1つずつ挿入する。1つの素子が故障しても、他の回路への影響が少ない。
直並列方式
直列方式と並列方式の両方式を取り入れ、いくつかの並列接続した群を直列に接続することで回路はハシゴ状になる。LED素子の1つがショートモードで故障しても他の並列群が発光を続け、1つがオープンモードで故障しても故障した以外のLED素子が発光を維持できることが期待できる。
上記のLED素子の単体の故障時に、たとえ発光が維持できても、規定した電流・電圧からは外れるため、照度や寿命を考慮すれば、故障したLED素子を交換する方が良い。
また、LEDの順電圧の総和が、電源電圧に近くなる数だけ直列接続すれば、電源回路を省いて100Vの交流商用電源に、そのまま接続することは可能であるが、素子数の制約だけでなく、LED素子は極めて耐圧が低いため、ちょっとしたサージで簡単に損傷する可能性があり、商用電源周波数の影響をまともに受け、人によってはチカチカと点滅を繰り返した照明となるため、商品としての設計には向いていない。

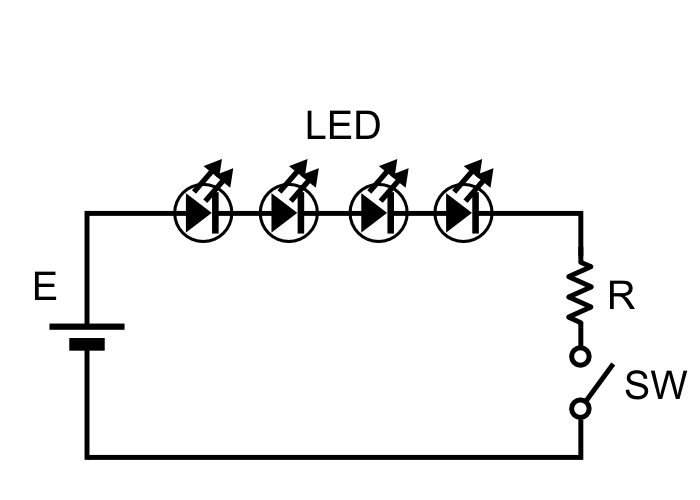
直列方式
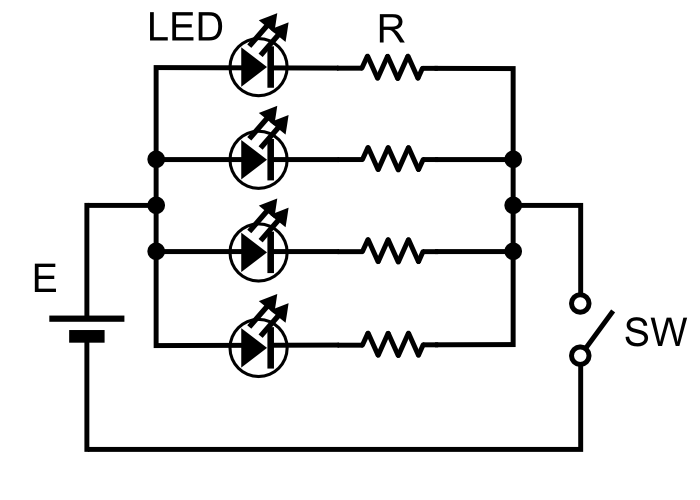
並列方式
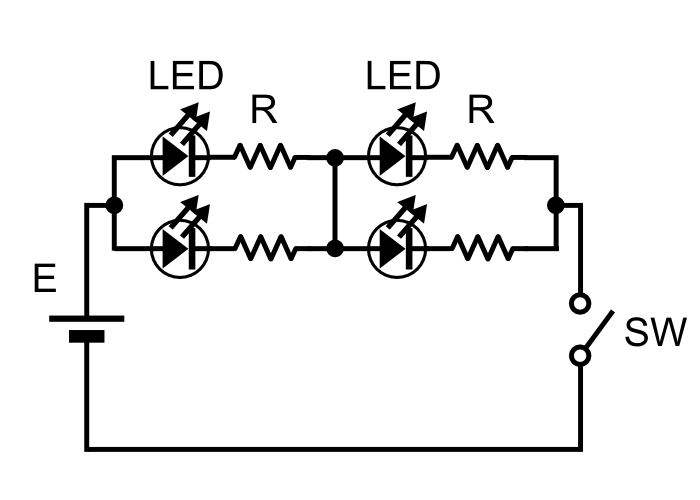
直並列方式

### 実用回路
LEDの駆動には電圧変動を少なくするために、定電圧回路による駆動が考慮される。また、順電圧には負の温度特性があり、温度が上がると順電圧が下がるので、温度特性による光量変化が避けたい場合には定電流回路で駆動することも考えられる。
他の照明器具では考慮する必要がないが、LEDは微弱な電流でもそれに相当する弱い光を放つため、消灯時には電源回路からの漏れ電流がLEDに加わらないようにする必要がある。数μA程の微弱な電流でも暗闇では点灯が判別できるので、電源回路の設計には注意が求められる。
それ自身が発熱する電源回路は、熱に弱いLED素子の放熱を阻害しないように離して設置する必要があるが、供給電圧が低い場合にあまり両者を離すと、給電用電線の抵抗で電圧降下を起こしエネルギー損失と共に予定した光度が得られない可能性があるので、注意が求められる。

#### 順方向電圧
以下はTa:25℃ If:20mA の時。
- 赤色LED：Vf:2.1 - 2.6V
- 緑色LED：Vf:3.3 - 3.9V
- 青色LED：Vf:3.2 - 4.0V
- 白色LED：Vf:3.1 - 4.0V

### EMC対策
LED照明の使用中、電源回路からは電源コイルが発する磁力の影響により、ノイズが発生することが多い（回路によっては定電流ダイオード（CRD）を使用し、ノイズが発生しない構成を取るものもある）。そのため電源回路にはノイズが漏洩しないよう、フィルタ回路で適切な電磁両立性（EMC）対策を施すことが求められる。
2012年7月より、日本国内においてはLED関連器具（LEDランプおよびLED電灯器具）が、電気用品安全法（PSE）の規制対象となり、製品安全試験に加え不要輻射（EMI測定）が必須要求となった。規制前は、主に格安製品を中心に、適切なEMC対策が施されていない物も少なくなかった。
このような製品は、LED照明が点灯している間は常にノイズが発生するため、中にはテレビ・ラジオなど無線通信の受信に悪影響が出る場合もあり、街路灯の光源を全てLED電球に交換したところ、テレビへの混信が発生したため、不要輻射対策品への再交換を行った事例もある。

## 寿命
定格範囲内で使用する限り発光素子自身は比較的長寿命である。ただし、発光素子を取り囲む樹脂材料は強い光や発熱で劣化するため発光素子が正常でも比較的早期に透明度が失われて実用には適さなくなる。また発光部（LED）以外、例えば電源回路の受動部品（コンデンサ等）や電源供給用半導体、基板・配線等も主に温度・湿度の変化を受けて照明器具の寿命を決める要素となる。
照明器具全体での温度や湿度に対する耐久性が求められるが、その全体の寿命は発光部や電源回路だけでなく、スイッチや電線なども経年変化を受けるため、他の電気機器と同様に10年程度を目処に交換することが推奨される。
樹脂材料の劣化
白色LEDが登場した初期には、従来の赤色LEDと同様にエポキシ樹脂が用いられていたが、定格動作しただけで蛍光灯と同等かそれよりも早く劣化が進み、白色LEDの出力向上では一層それは顕著となった。いまではシリコーン樹脂を封止材料に選ぶことでかなりの改善が見られるが、依然として熱による劣化と透明度の低下がLED素子の寿命を決定している。
寿命の判定基準
従来のLEDが状態表示等に使われている限りは明るさの低下はその装置全体の性能の決定的な要素ではなかったが、照明器具としての白色LEDでは明るさの低下は使用者の利便を損なうだけでなくエネルギーの無駄となるため、明るさ低下の許容範囲は自ずと限られる。従来のLEDは電子部品の寿命として「輝度が初期の50%となるまで」と定義されているが、照明用途ではとても許容できない。例えば一般の蛍光灯では光束が初期の70%になるまでと定義されており、おそらく同様の規定になると考えられる。

## 環境特性

### 発熱
LED発光素子は光を除けばおおむね半導体の順方向電圧による電力消費とそれ以外の内部抵抗による電力消費によって発熱する。半導体部分の温度はジャンクション温度と呼ばれ、最も高温となる部位である。ジャンクション温度は以下の温度モデルで表現される。
{\displaystyle T_{j}=\Delta T_{j-b}+\Delta T_{b-a}+T_{a}=(R\theta _{j-b}+R\theta _{b-a})\cdot P+T_{a}}
{\displaystyle T_{j}}：ジャンクション温度
{\displaystyle \Delta T_{j-b}}：ジャンクションとボードとの温度差
{\displaystyle \Delta T_{b-a}}：ボードと環境との温度差
{\displaystyle R\theta _{j-b}}：ジャンクションとボード間の熱抵抗[K・W-1]
{\displaystyle R\theta _{b-a}}：ボードと環境間の熱抵抗[K・W-1]
{\displaystyle T_{a}}：環境の温度
{\displaystyle P}：消費電力
LED発光素子のジャンクション温度の上昇が樹脂、蛍光体、はんだ、電極金属、半導体結晶などの劣化要素となるため、ジャンクション温度の抑制が寿命や不良低減に有効となる。ジャンクション温度の抑制には、上式が示す通り、消費電力、熱抵抗、環境温度のそれぞれを下げることが有効である。

### 低温環境
照明器具では低温環境での使用も考慮されなければならない。低温環境では高温による劣化といった負の効果は避けられるが、水分の浸透による凍結膨張や結露、ショート、水分吸収による部材の化学変化などに配慮する必要がある。

### 放熱
劣化は高温度によって加速されるため、熱を効率よく逃がして過度な高温状態とならないようにすることが求められる。このため照明用LEDは十分広い面積の放熱板に取り付けられることが推奨され、これが不可能な場合には強制空冷にするか駆動電流を減らして照度を小さくする、さもなくば寿命の短縮を甘受することになる。照明器具として利用する場合に、従来の白熱灯や蛍光灯、HIDランプと同等に施工業者が扱って放熱対策を万全に行わない時には、寿命が極端に短くなる恐れがある。

### 発光による劣化
従来の赤色LEDでは発光によってもそれほど劣化しなかったエポキシ樹脂も、青や紫外線での発光では光子のエネルギーが大きいために、局部的に黄変することが知られている。照明用途では光劣化を起こしにくいシリコーン樹脂の採用が求められる。

### EMC ノイズ対策
外部の機器や電源ラインから侵入してくる「静電気」「過電圧」「電磁波」から、保護し故障や誤動作を引き起こさない性能が求められる。また、LED 照明自身が電源線や空間に外部に放出する電磁波（不要輻射）によって、周辺で使用される電気製品が誤動作したり、ラジオやテレビの受信障害を生じない性能も求められる。
静電気
一般に半導体素子は静電気に対して脆弱である。これは多くの半導体回路と同様、規模が微小であり静電気の放電によるジュール熱によって回路の一部が溶断などによる破壊を受けたり絶縁破壊を起こすためである。LED素子の静電気に対する耐電圧は200 - 2,000Vほどであるが、静電気放電時には数kV-30kVほどになる。この時の電流値によってはLED素子が破壊される可能性がある。そのため、LEDを駆動する電源を経由してくる静電気の電撃を遮断する回路を組み込んだり、LEDが直接・間接に接する配線や導体部分を外部からの静電気放電に曝されないよう遮蔽などによって保護しておく必要がある。
過電圧
電源線を通して侵入してくる過電圧から保護する為の対策が必要で有る。例えば、落雷、インバーター搭載機器の起動・停止に伴う電圧変動、変電所での配電（送電）経路の切替、開閉器の作動により様々な過電圧が生じている。
電磁波
外部から飛来（照射）し内部に侵入してくる電磁波と、LED照明が外部に放出する電磁波（不要輻射）の双方に対する対策が必要である。例えば、制御回路用とLED点灯回路に異なる電圧が必要な製品では、内部で使用する複数種類の直流電圧を発生させる回路で構成されているが、変換回路に発振器があった場合、電波障害を生じたり、電子機器に影響を与える周波数の電磁波が放出され、混信の源になる事がある。

## 比視感度
照明として使用されるLEDには人間の目にとって都合の良い白色光が使われる。白色LEDの発光原理はいくつかあるが、発光効率や波長に対する強度が異なるので、LED照明の使用目的に合わせて適する種類を選択する。
発光特性で考慮すべきなのは人間が照明として使用する場合、LEDの発光効率を単に物理的な光のエネルギーとして計測するだけでは不十分であり、人間の比視感度まで考慮する必要がある点である。
ヒトの眼は、明るい環境では波長555nmの緑色が最も敏感に明るさを感知し、それより長いか短い波長では感度が徐々に低くなり、赤外線や紫外線では全く見えなくなる。このため照明の発色を設計する際には、ヒトが肉眼で見た場合に自然に感じるようヒトの眼の感度も考慮する必要がある。このことは比較的発光効率の良い長波長の赤色領域では問題とはならないが、発光効率があまり良くない短波長の青色領域でそれだけ多くの電力を消費することになる。

## 色の性能
照明器具の性能は電力消費や寿命などの他に、発色する光そのものの性能も求められる。照明器具の色の性能は「色度図」、「相対色温度」、「演色性」によって表現される。
これらの性能のうち、色度図と相対色温度は、照明として使用される用途に応じた特性が求められる。演色性は0 - 100の間で大きな数値の方が良い。

### 色度図
色度図上での外周上の各点は単色光（Monochrome）に近く「飽和している」（Saturation）もしくは「色純度が良い」（Color purity）と呼ばれ、「ドミナントカラー」（Dominant color）とも呼ばれる。外縁部の線上に並ぶ色がそれぞれの主波長であり色純度（色飽和度）が100%になる。色純度（色飽和度）はa/a+bで表現され、LEDの発光はスペクトルに幅が生まれるため、その分だけ内側にずれる。LEDに限らず広いスペクトル幅を持つ光は色純度が低下して中心に近くなる。

### 相対色温度
黒体放射に伴う発光現象での発色を表すのに色温度（Color Temperature）が用いられるが、白色LEDは黒体放射による発光ではないため、その近似として相対色温度（Correlated Color Temperature, CCT）を用いる。
各種光源の相対色温度
ろうそく - 1,800以下
100W白熱電球 - 2,675
白色LED - 5,000
白昼の太陽光 - 5,400

### 演色性
照明の演色性は、白昼の太陽光を最大の100とする指数で表す。色空間座標上での白、黄緑、緑、赤紫など8色の標準光源に対する標準対象物からの反射スペクトルと、検査対象の照明光源からの光による標準対象物からの反射スペクトルとを比較することで、計算式による指数の平均値から一般演色指数（Color Rendering Index, CRI）を導出する。また、平均演色評価数（Ra）という指数もある。
このCRIは白昼の太陽光が最大の100であるため、これより小さくなるにつれてその照明光源からの光の下では色の再現性が劣っていることを表す。
2009年の時点では青色発光LEDにYAG系の黄色蛍光体を使用した照明用LED（擬似白色発光ダイオード）が最も一般的であるがこれはRa値が60 - 85である。一部には青色発光LEDに赤色と緑色の蛍光体を使用し、Ra値が90以上の高演色性LEDと呼ばれるものが作られ使用されているが、青色発光LEDと黄色の蛍光体との組み合わせに比べれば発光効率は2 - 3割低下してしまう。蛍光体を使わずにRGB各色それぞれのLEDを使って混色により白色を得る方法では、緑色発光の発光効率がかなり低いだけでなく、3色とも発光色の幅が狭いために演色性もいくつかある方式の中では最低であり、各色の配光パターンも異なり色にムラができるなどの理由で照明にはあまり用いられない。LEDは発光スペクトルが比較的狭いため、演色性を高めるには複数の蛍光体を使いできるだけ発光スペクトルを広げる方が良い。青色発光LEDに赤色と緑色の蛍光体の組み合わせ以上の演色性を求めるには、開発途上の紫外線発光LEDに青・赤・緑の3色の蛍光体を使用するのが良いと考えられる。しかし紫外線発光LEDは発光効率がまだ低く、照明に使用できるまで開発は進んでいない。

## 経済性
以下は2009年春の時点でのランプ費用、電気代、CO2排出量をそれぞれ4万時間を前提に算出した例である。なお光源によってはこの出典掲載時以降技術革新や量産化により価格や性能が大幅に向上している場合があるので、比較の際は最新の売価・配光や寿命などの性能・消費電力での再計算を要するほか、電球型蛍光灯や白熱電球は製造を終了しているメーカーが多いため、入手性に難が出ている。
| 特性                              | 白色LED照明 （5mmランプ）           | 白色LED照明 （パワータイプ）        | 白熱電球                         | 蛍光ランプ （電球型）            |
| --------------------------------- | ----------------------------------- | ----------------------------------- | -------------------------------- | -------------------------------- |
| 全光束・消費電力 （点灯回路含む） | 800lm 12W                           | 800lm 17W                           | 790lm 60W                        | 810lm 13W                        |
| 光源効率                          | 100lm/W                             | 70lm/W                              | 13lm/W                           | 62lm/W                           |
| 総合効率                          | 66lm/W                              | 46lm/W                              | 13lm/W                           | 62lm/W                           |
| 定格寿命                          | 4万時間                             | 4万時間                             | 1,000時間                        | 6,000時間                        |
| ランプ費用                        | 7,000円 （ランプ1個、点灯回路含む） | 5,000円 （ランプ1個、点灯回路含む） | 3,200円 （ランプ40個、単価80円） | 6,300円 （ランプ7個、単価900円） |
| 電気代 23円/kWh                   | 11,100円                            | 15,800円                            | 55,200円                         | 12,000円                         |
| CO2排出量                         | 267kg                               | 382kg                               | 1,350kg                          | 290kg                            |

## 市場と産業
1990年代に青色発光ダイオードが開発されて以降は、LEDによる白色光照明の実用可能性が高まり、局所照明を中心に徐々に市販製品が登場した。

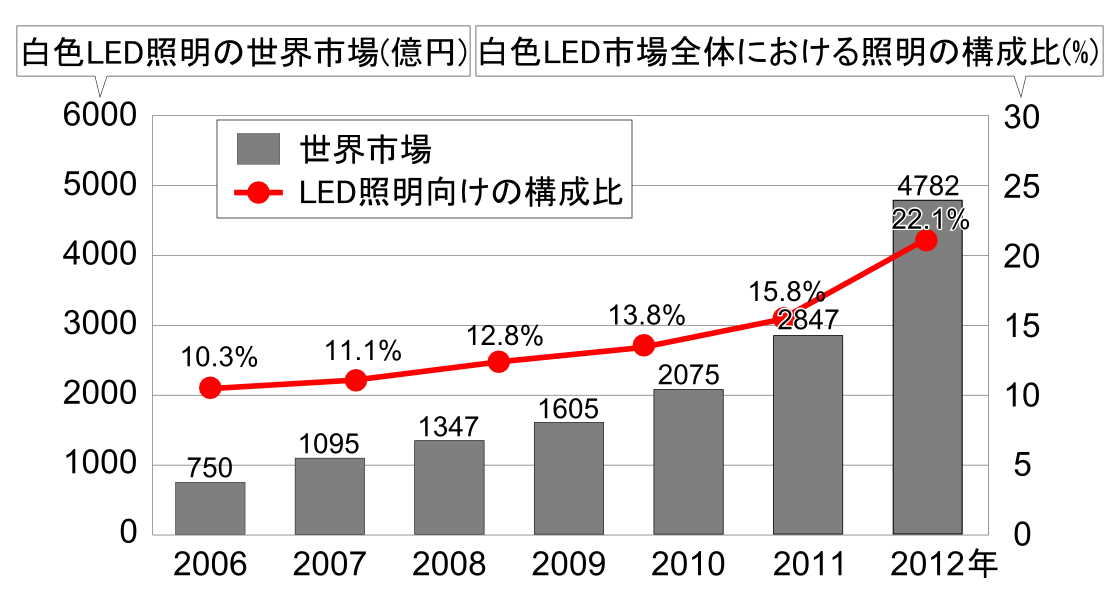
白色LED照明の世界市場
2009年以降は野村総合研究所の予測値

野村総合研究所の予測では白色LED照明は世界全体で2012年には2009年の3倍近くの約4782億円相当になるとされた。富士経済では日本国内のLED照明市場は、2008年の全照明市場4494億円の内の約3%分133億円程度から、2012年には全照明市場4880億円の内の約12%分578億円程度になると予測していた。
白熱電球は世界的にも環境対策や省エネルギー政策の観点から使用中止が求められ、日本国内では環境省と経済産業省が2012年までに白熱電球の販売自粛を要請し、大手メーカーも積極的な販売を控えたため、代替が出来ない製品を除いて、生産を縮小した。
大韓民国では「15/30プロジェクト」という2015年までに全照明の30%をLED照明に切り替える計画を進めていた。中華人民共和国では「10都市街灯普及プロジェクト」によって国内21都市でLED街灯を試験的に設置する。中華民国政府は、2008年間からの4年間で総額20億台湾元をLED関連の研究開発支援に投資する。
中華民国と同様に、中国、米国もLED照明の開発に政府が多額の資金援助を行っている。日本でも、国内立地の推進事業等を通して、LED（他にはリチウムイオン電池・太陽光発電等）の事業・工場の立地が進んだ。
照明器具産業は、製品技術や市場変化の点で長い間大きな変化がなく、白熱電球や蛍光灯管という光源を作る幾つかのメーカーとそれを取り付ける器具メーカーがあり、両方行う総合照明メーカーも含めて棲み分けを行い成熟した市場で安定的な関係を構築してきた。特に光源メーカーとして新規参入する機会は乏しかったが、LED照明の登場で産業構造に変化の兆しがある。半導体を使用したLEDの光源は、半導体産業からの光源メーカーの参入機会を作りだした。新規参入と古参のいずれのメーカーでも、小型で調光が比較的容易なLED照明ならではの製品を市場に提案しており、電球の置き換え市場だけを狙っている訳ではない。
また、白熱電球だけでなく直管型蛍光灯の置き換えも視野に入っていた。新規参入企業の多くが白熱電球型ではなく直管型蛍光灯の代替用途での製品開発と販売を進めた。直管型LED照明は器具の全てがLED照明専用であるものから、既設の直管型蛍光灯器具から安定器やインバータ部を取り外して配線をつなぐもの、既設の直管型蛍光灯器具から安定器やインバータ部を取り外さずにそのまま取り付けるもの、の3通りがある。ただし、既設器具から安定器等を撤去する行為は器具メーカーの保証を受けられなくなるほか、再度蛍光管に切り替える際に安定器を再設置する必要がある。また、安定器を残置できるタイプのものは直管型LED照明に搭載する部品が増えるため、後述の問題を増大させる。
なお、蛍光管が全方位に光を放射するのに対し、直管型LED照明はLEDの特性上一方向にしか光を放射しないため、指定された形の蛍光管を取りつけることしか想定していない既存の蛍光灯器具でこういった直管型LED照明を用いるのは光の性質上適していない。また、直管型LED照明は蛍光管に比べてかなりの重量増となり、ソケットなど蛍光灯用器具部品が損傷したり直管型LED照明がソケットから落下する危険性も高い。また、経年劣化が進んだソケットや安定器を残置する場合は、いくら長寿命の直管型LED照明を取り付けたとしても、その前にソケットや安定器の寿命を迎えて不点となる。そのため、東芝ライテック、パナソニックなど日本国内の有力照明器具メーカーは下記のJEL 801が制定されるまでは器具とLEDユニットを一体化した直管型蛍光灯用器具の代替たるLED照明のみを販売していた。
2010年10月、日本電球工業会は新たな規格として、「L形口金付直管形LEDランプシステム（JEL801）」を制定した。これは既存の蛍光灯器具で直管形LED照明を用いることの危険性を電球工業会が問題視し、また経済産業省から電球工業会に対して直管形LEDランプシステムの標準化の音頭取りをするように指導があったためである。そして、東芝ライテックとパナソニック　ライティングデバイスなどはこの規格に適合するL形口金付直管形LEDランプシステムの製品の開発・発売を発表した。また、この規格の制定により、日本国内ではG13口金を用いる直管形LEDランプは規格外品という扱いとなったほか、2011年2月に改定されたグリーン購入法における環境物品等の調達の推進に関する基本方針においても、G13口金を用いたなど既存の蛍光灯と構造的に互換性を有する直管形LEDは、当面の間、グリーン購入におけるLED照明から除外されることとなった。
LED照明は長い製品寿命を持つため、1度顧客が購入すれば24時間点灯し続けても4年以上も交換する必要がない。このため従来の白熱電球や直管蛍光灯のような交換需要は小さく、各メーカーでは最初の販売機会を逃さないように注力している。
2014年3月には業界の先陣を切ってパナソニックが「白熱電球及び蛍光灯を用いる一般住宅向け従来型照明器具の生産を2015年度を以て終了し、今後はLEDへ完全移行する」旨を公式発表した（蛍光ランプ・電球型蛍光ランプ・一部白熱灯は交換用途に絞って生産を継続。2014年3月4日付の朝日新聞・日本経済新聞経済面記事にて報道。なお卓上型の電球及び蛍光灯器具と乾電池や充電式電池で駆動する蛍光灯アウトドアランタンは2011年限りで生産を終え、LEDへの移行完了）。こうした「脱蛍光灯」の動きは国内他社にも広がっている。なお白熱電球の生産は（一部特殊用途を除き）2012年度を以て国内メーカー全社が完全終了した。

### 主な日本国内のLED照明器具メーカー
- パナソニック ライティングシステムズ
- 東芝ライテック(一般家庭用シーリングライトと電球の生産は2019年より中国の雷士照明の日本法人である「NVC Lighting Japan」へ委託)
- 三菱電機照明(LED電球のうち「昼光色」は非生産。ボール型LED電球は生産終了。LED照明器具の一部製品は東芝ライテックへ生産委託)
- 日立グローバルライフソリューションズ（旧・日立ライティング。LED電球は2021年12月限りで、一般住宅向けLED照明器具は2022年12月限りでそれぞれ生産を終え在庫品限りで販売終了。今後日立チェーンストールへ供給されるLEDの照明器具&電球はパナソニック・東芝ライテック・三菱電機照明・大光電機・アイリスオーヤマなどの他社製品へ変更）
- ホタルクス（旧・NECライティング。LED電球生産からは撤退したため、LED電球器具のランプはパナソニック・東芝ライテック・三菱電機照明などから供給）
- 岩崎電気
- 星和電機
- 遠藤照明
- 大光電機(LED電球器具のランプは非生産のため、パナソニック・東芝ライテック・三菱電機照明などから供給)
- YAMAGIWA
- コイズミ照明(LED電球器具のランプは非生産のため、パナソニック・東芝ライテック・三菱電機照明などから供給)
- アイリスオーヤマ（DCMホールディングス・ヤマダホールディングスへもOEM供給。この他、一部の家電量販店専売品も供給。LED電球のうち「昼白色」は非生産）
- オーデリック(LED電球器具のランプは非生産のため、パナソニック・東芝ライテック・三菱電機照明などから供給)
- ツインバード(LED電球器具のランプは非生産のため、パナソニック・東芝ライテック・三菱電機照明などから供給)
- 朝日電器
- オーム電機
- ダイトク
- ヤザワコーポレーション（LED電球のうち「昼光色」は非生産）
- 山田照明(LED電球器具のランプは非生産のため、パナソニック・東芝ライテック・三菱電機照明などから供給)

なおLED電球のうち「ミニレフ形（E17口金）」を生産している国内メーカーはパナソニック・朝日電器（ELPA）・オーム電機3社のみ。電球型蛍光灯専用ダウンライト器具対応「T形」はパナソニック・東芝ライテック・三菱電機照明・オーム電機・ヤザワコーポレーションが生産している。またコンセント・壁スイッチを自社生産している国内メーカーは現在パナソニック・東芝ライテック・神保電器3社のみ。

#### 生産より撤退
- シャープ（経営再建に伴うリストラの一環として2014年限りで撤退）
- ローム（AGLEDブランドで展開。LED素子自体は引き続き生産しているが、LED照明器具は2016年にアイリスオーヤマに事業譲渡して撤退）
- ティーネットジャパン(販売低迷のため2022年9月に事業撤退[22])

## 用途

### LED電球
白熱電球のソケットに装着可能なLED電球は、価格競争などによって大幅に価格が下落した。LED電球は、製品寿命や消費電力を考慮すれば、白熱電球や電球形蛍光灯よりも低コストであると謳われているが、発売されてからまだ日が浅い商品であり、公称寿命として、各メーカーが謳う40000時間に達した例がほとんどなく、点灯・消灯の繰り返しや連続点灯が、寿命に関わる劣化にどう影響を与えるかは未だ検証可能な個体が少なく、未知数である。明るさや照射範囲などは型式によって違いがあり、より電球に近づけたと謳うものや、広配光を謳うもの、下方向のみのものなど多種多様である。中でも明るさについては、実際の明るさよりも明るいと不適切な表示（優良誤認）を行ったとして、メーカー12社に対して、2012年6月、消費者庁が景品表示法に基づく措置命令を行った。その後、多くのLED電球の製品パッケージには、明るさが全光束（ルーメン）によって表記されるようになった。年式が進むにつれLED電球本体は「従来型白熱電球と同じ大きさ」にまで小型化が進み・同時にランプ消費電力も登場当初モデルより大幅に削減された。
なお、調光（明るさが調節可能な）器具に用いるLED電球は、必ず調光器具対応品でなければならない。人感センサー付きLED電球は下面開放式器具専用で、カバーで覆われた密閉型器具（屋外玄関灯・浴室灯など）には使えない（センサーが感知しないため。根元の壁スイッチを切った場合もセンサーは動作しない）。
また、ダウンライト等の断熱材施工器具の場合も「断熱材施工器具対応」と書かれたLED電球を用いなければならない（一般型のLED電球の場合、断熱材によって熱放射が適切に排出されないため）。
光色は「電球色」・「昼光色」・「昼白色」、配光は「全方向」・「広配光」・「下方向」とそれぞれ3種類ある。
LED電球の型番はJIS C 8157で定められており、基本的に「LD-形状-定格電圧（100V以外のみ表記）-消費電力-色-配光角-口金の種類（E26の場合は表記しない）」で記され、例えば「LDA9D-G」の場合はA形（一般電球形）で定格電圧100V・消費電力9W、昼光色、配光角180度以上、E26口金のものを指す。

### ベースライト
2010年代初頭までは、施設照明としてはLED照明の照度は不足気味で、蛍光灯器具の方が1ユニットあたりの照度が高く、コスト面で有利であったことから、メインの施設照明にはHf型蛍光灯器具が採用されることが多かった。そのため、LED照明は、ダウンライトなどの補助照明や、トイレの照明など頻繁に入切する場所で多く用いられた。しかし2010年代中頃から、技術革新により蛍光灯に遜色ない照度が得られるようになり、需要・供給の増大に伴いコストダウンが進んだことや、環境問題への対応、東日本大震災後の電力事情への対応の一環として、一部あるいは全面的にLED照明を新設・更新した施設もあるほか、旅客機、旅客用鉄道車両、バス、船舶の室内照明用として導入されつつある。球や管の素材がガラスからポリカーボネートに変ったことで、乗り物では飛散防止対策が不要となるメリットもある。
今まで照明器具を取り扱っていなかったメーカーによって、既設の蛍光灯用器具に直管型蛍光灯を模したLED管を取り付ける器具が発売されているが、これは蛍光管に比べてかなりの重量増になるため、ソケットが重みに耐えられなくなり落下する危険性が増すほか、既設器具の安定器を取り外すか回路から切断する手間がかかる。
日本国内では「エネルギーの使用の合理化等に関する法律」によって照明の省電力化が求められるコンビニエンスストア等が、店内の照明をLED照明に切り替えることで対応する例がある。環境への配慮を、企業イメージの向上に結び付けられる効果も期待される。
蛍光灯には水銀が使用されているため、水銀に関する水俣条約による規制が行われている。条約が締結された2013年時点では水銀の含有量に対する規制のみであったが、LED照明が普及した2023年には、2027年末までに蛍光灯の製造・輸出入を全面禁止することが決定した。

### 誘導灯
建物内での非常口と避難経路を示すための消防用設備である誘導灯にもLED照明が導入され、2010年4月をもって製造ラインをLEDタイプに全面移行することを決定しているメーカーもある。従来の蛍光灯や冷陰極管（CCFL）使用の誘導灯と比較して、熱や紫外線によるカバーや導光板の変色が少ないこと、輝度が高く視認性に優れること、低消費電力で停電時のバッテリーによる補償点灯時間を長くとることができること、長寿命でランプ交換の手間やコストがかからないことなどが有利である。

### 小型の部分照明器具
懐中電灯や自転車用の前照灯として利用される。

### 乗り物
オートバイ、自動車、鉄道車両といった乗り物では、前照灯、尾灯、方向指示器、ナンバー灯、計器灯、車側灯などに採用されている。自動車では、前部の方向指示器、車幅灯、デイタイム・ランニング・ランプを兼ねたマルチファンクションタイプも見られる。船舶や航空機を含み、室内灯を備えるものでは、基本的な照明の他に装飾用イルミネーションとしても用いられている。メーカー装着の専用設計品のほか、従来の白熱電球や蛍光灯の取り替え用として、口金や端子をそれらに合わせたものも販売されている。

### 道路交通分野
交通信号機でのLED使用は普及期を迎えている。

### 屋外照明
ガソリンスタンドや街路灯のような高所に照明があるものは、当初の導入コストに加えて設置後の保守交換作業の手間やコストまで含めて考えれば費用対効果が高い。
一方、2016年にはアメリカ医師会が、運転や睡眠、生態系に与える影響を低減するためのガイダンスを作成している。アメリカ医師会によれば、LEDを街灯などの屋外夜間照明として用いた場合、健康・安全面での悪影響を低減するためには、光源を純粋な白色（色温度4000～5000K）などにするのではなく、色温度を高くても屋内照明の電球色に相当する3000K程度に抑えるべきとしており、なおかつブルーライトが最小限になるように照明をコントロールするべきとしている。

### 美術品・伝統工芸品
LED照明は発光の波長が設計・製造時に決められて紫外線や赤外線を含まないものが容易に作れるため、紫外線や赤外線による劣化を避けたい美術品や伝統工芸品には広範囲な波長を放つハロゲン電球や白熱電球、紫外線が漏れる蛍光灯ではなくLED照明が採用されるようになってきている。

### 漁火
イカ漁では、集魚灯とも呼ばれる漁火（いさりび）によって海中のイカを海面近くに集めて捕獲する。1隻で180kW程になる集魚灯の電力は漁船のエンジンによって発電されるが、航行も含めた消費燃料のうち約60%が集魚灯の点灯のために消費される。従来のメタルハライド灯から青色LED照明に替えると1/16 - 1/32程の電力量で済むため、燃料消費を大きく削減できる。これはLEDの発光効率の高さだけでなく、青い光が海中に伝わりやすいことやLED照明は光を一方向に放射することなども効果を高めている。

### 医療施設と半導体工場
医療施設や半導体工場では、精密機器に影響を与える電磁波ノイズを放つ照明器具を嫌うため、ノイズを放射しないLED照明が期待されている。また蛍光灯と異なり、MRI室のような強い磁力を放つ部屋へも設置が可能になっている。

### 歯科治療用光硬化樹脂の照射光源
歯科の虫歯治療で一般的に使われるようになっている光硬化樹脂製の充填剤は青色の光で硬化するものが多く、その光源として光量のある青色LED光源が使用されている。従来のハロゲン照射器やキセノン照射器では装置が幾分大きく赤外線による患部への刺激があり、また、暖機運転が必要だったり光源ランプの交換の手間や、そもそも装置自体の規模が大きく高価だった。細いペン状のLED光源と小さな電源部だけで構成されるLED照射器は、そういった不便さや問題がなく価格も安くできる。

### 植物育成用ライト
植物工場とも呼ばれる室内空間での植物育成用にLED照明を利用する考えがある。植物育成用には一般に赤色光（640 - 680nm）と青色光（450 - 480nm）が求められ、これらの用途ではLEDの持つ単波長特性が適していると考えられている。

### 映像ライティング
照明用途と共に景観構成用の映像表示を兼ねた「映像ライティング」が商業施設などで取り入れられている。従来の壁面や天井面に絵を描いて間接照明を当てていたところに、壁面や天井面全体の照明自体が絵を投影するものである。

### 冷蔵・冷凍庫内の照明
冷蔵庫や冷凍庫内に蛍光灯を使用すると低温のため照度が低下または点灯不能となるが、LED照明ではそのようなことは起こらない。また、白熱灯を用いる場合は白熱灯自体が熱源となり冷却効率の低下を招いていたが、LED照明では熱量が大幅に減少するため、冷却効率の向上が図れる。更に蛍光灯や水銀灯などでは一旦消灯した後に再点灯を行うと明るくなるまで時間がかかるため、休憩時間等一時的に無人になる場合でも消灯できない場合が多かったが、LED照明では低温状態でも即時再点灯が行なえ、こまめな入切が可能になるため、省エネが図れる。

### ブラックライト
LEDの持つ単波長特性が、従来の照明に比べて優れており、消費電力が従来より少ないため、375nm付近を発光させるブラックライトとして、採用が進んでいる。

## 開発中の技術
2009年現在、低コスト化と発光効率と放熱性の向上に向けて技術開発が進められている。これら3つは互いに関連しあうが、基本技術で発光効率と放熱性の向上が達成できれば低コスト化につながる。また、寿命が伸びれば使用者にとって低コストになるため、寿命に強く影響する放熱性の改善が求められる。しかし放熱のための部品を加えることはコスト高の要因となる。2009年現在、市場で販売されているLED照明製品はいわば第一世代にあたるため、電源回路や筐体にはコスト改善のための改善の余地がかなり残されている。また発光素子自体においても以下のような改善が行われている。

### 全反射の低減
光は屈折率の異なる界面で屈折を起こすが、臨界角以上では全反射を起こす。半導体素子自身の内部や封止樹脂の表面で全反射を起こすと、外部へ放射される光が減るために全反射をできるだけ減らす工夫が行われている。
半導体素子
半導体素子の発光層表面にナノインプリント技術によって凹凸を形成し光を回折させることで全反射を防ぐ。サファイヤ基板側でも同様に凹凸を形成しておく。
封止樹脂
LEDランプは半導体素子とその配線を保護するために透明な素材の樹脂で封止されているが、半導体素子から離れた位置の樹脂の界面では光の角度が浅くなるため全反射が起きやすい。封止樹脂を球状にすることで入射角が臨界角を越えないように工夫されている。

### 蛍光体
白色LEDでは、半導体素子から発する青色の光の一部を黄色などの蛍光体に当てて色を変えてから外部に放射している。
塗布位置
蛍光体は封止樹脂中に混合されて製造されているが、半導体素子からの青色の光はほぼ点状で放射されるのに対して、封止樹脂中に広がった蛍光体から発する黄色などの光はその全体から放射されるので、両者にはずれが生じ色のムラとなってしまう。半導体素子の表面に蛍光体を塗布することでこのムラを解消できる。
RG蛍光体・RGB蛍光体
2009年現在のLED照明に使われている蛍光体は黄色蛍光体が主流であるが、これは青と黄の2色で擬似的に白色を作り出しているのであり、日光下で見える物の色を最良とした演色性の観点ではかなり劣ってしまう。RG蛍光体と呼ばれる赤と緑の2種類の蛍光体を使えば、青・赤・緑の3色の光が得られるのでかなり改善できる。さらに演色性を良くするために、近紫外線発光LEDとRGB蛍光体という赤緑青の蛍光体を使い、青も蛍光体による発光とすることでより自然な光が得られる。

### 裏面からの放熱
従来から半導体素子は金属系の基板に搭載することで放熱性の向上が図られているが、0.2mm厚ほどの絶縁性樹脂製の板に柱状の銅を埋め込む（Cuバンプ）ことで裏面への放熱性を向上させる手法が開発されている。他にもセラミック製基板として、AlN板にAgペーストで配線を印刷したものもあるがコスト高となる。リードフレームに銅を採用したセラミックパッケージも開発が進められている。

### m面-GaN素子
半導体中の結晶構造の歪みに起因する「ピエゾ電界」によって発光効率が低下するため、これを避けられるm面を使ったGaN素子の開発が進められている。サファイヤ基板に代わってGaN結晶をm面に沿って切り出した基板上にGaN層を結晶成長させて素子が形成される。今は量産性が低く、2015年頃の量産を目標に開発が進められている。m面-GaN素子では半導体素子単体での発光効率も200 - 300lm/Wが可能だとされる。

## 規格
LED照明特有の事情に絞った規格としては、前述の「L形口金付直管形LEDランプシステム(JEL 801)」のほか、韓国政府の制定した標準規格「KS規格」が存在している。KS規格内では、2009年より新たにLED照明の安全と性能要求事項を規定に加えており、韓国はこれが国際規格として採用されることで世界市場での自国企業の国際競争力強化につなげたい意向だった。LED照明の技術面では日本企業が世界をリードしていたが、工業規格や法整備の面では遅れていた。このため、日本国内では明確な製品基準を持たない新規参入メーカーなどが製造する製品に粗悪品も多かったが、グリーン購入法における環境物品等の調達の推進に関する基本方針などのガイドラインでは、こういった粗悪品を認めない流れになりつつあった。

### JIS規格（2012年6月現在）
LED電球他のLED照明器具の登場が先行していたが、JIS規格の整備が追いつきつつある。JIS規格は、LED照明器具全体もしくはその主要部品（LEDモジュールや制御装置等）を対象に制定され、JIS規格の内容は、安全性の規定・性能水準の規定・互換性（口金等）の規定、に大別される。更に、照明器具の配光測定方法を定めたJIS C8105-5はLED照明器具を含めて改訂されている。2012年6月現在の最新JISはC8157（2011年12月制定） - 一般照明用電球型LEDランプ（電源電圧50V超） - 性能要求事項であるが、今後も新規制定あるいは既存JISの改補が行われる予定である。
産業標準化法に基づく国家規格であるJIS（Japanese Industrial Standards＝日本産業規格）によりLED・LED照明の規格が次第に制定、整備された。詳細は、日本産業規格（電気・電子）の一覧 (C 8000-8999)参照。

## 関連法令
2009年現在、日本で関連する法令を以下に示す。

### 電気用品安全法（PSE法-2023年12月現在）

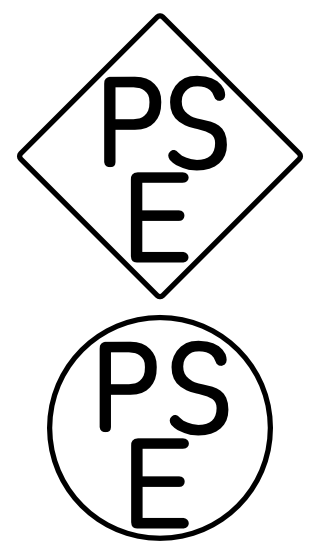
PSE記号
（上）特定電気用品に表示する記号
（下）特定電気用品以外の電気用品に表示する記号

2012年7月1日より施行された改正PSE法において、「エル・イー・ディー・ランプ」及び「エル・イー・ディー・電灯器具」の2品目が、特定電気用品以外の電気用品に追加された。
これらに該当する製品を、2012年7月1日以降に製造もしくは輸入する場合は、製造者もしくは輸入者は、当該製品がPSE法の技術基準に合致していることを確認した上で、特定電気用品以外の電気用品に表示する記号（○PSE記号）を製品に表示する義務がある。加えて、製造者もしくは輸入者はPSE法規定の手続きに沿って経産省に届出を行うと共に、同法が定めた製品検査を実施して検査記録を保管する義務がある。
これら2品目に対して適用されるPSE法の技術基準には、ノイズに関する許容値と測定方法が含まれる、電気用品の雑音の強さの測定方法（附属の表の2） - 照明器具等（第7章）。「エル・イー・ディー・ランプ」には、家庭で多く使われるE26もしくはE17口金のLED電球が含まれる。
なお、LEDを光源とする電気製品のうち以下の6品目は、既にPSE法における特定電気用品以外の電気用品である。
- 電気スタンド
- 充電式携帯電灯
- ハンドランプ
- 広告灯
- 庭園灯器具
- 装飾用電灯器具

### 電気事業法
経済産業省が管轄する電気事業法によって、電気の使用者の利益保護と電気事業の健全な発達を図り、電気工作物の工事、維持、運営を規制することで公共の安全の確保と環境の保全を図ることを目的としている。
- 電気設備技術基準：電気事業法に基づく経済産業省の省令であり、電気工作物の設計、工事、維持に関して守るべき性能基準を定めている。

### 電気工事士法
経済産業省が管轄する電気工事士法によって、電気工事作業に従事する者の資格と義務を定め、電気工事による災害発生の防止に寄与するための法律である。

### 日本産業規格

新JISマーク

日本産業規格（JIS）は、鉱工業製品等に関する日本国での標準規格である。色に関する規格、電球・放電管・材料に関する規格、照明器具に関する規格、配線材料に関する規格など、多くの規格が含まれている。2005年からは指定商品制度が廃止されて、従来は規格対象外の為にJISマークが付けられなかった製品にも、規格に合っていれば新JISマークが表示できるようになった。

### 建築基準法
国土交通省が管轄する建築基準法によって、建築物の敷地、構造、設備、用途に関する最低限の基準を定めている。この中には電気設備に関する基準も含まれ、非常用照明設備に関する設置基準やその明るさなどが定められている。なお、2023年12月現在の建築基準法施行令においては、非常用照明設備でLED照明を用いることは認められていないが、各メーカーより常時はLED照明を用い、非常時には施行令で認められている白熱・ハロゲン電球や蛍光灯を用いる非常用照明器具が発売されていたが、2015年からは建築基準法に基づく国土交通大臣認定を取得したLED照明を用いた非常用照明器具を発売し、蓄電池搭載型の機種では従来光源を用いたタイプを終売させている。

### 消防法
誘導灯や誘導標識などを決めているのは、基本となる消防法の元に細部が消防法施行令や消防法施行規則によって規定されており、地方自治体によって違いがある場合がある。